# Johann Rudolf Dälliker
Johann Rudolf Dälliker, né en 1694 à Berlin et mort le 17 avril 1769 à Schaffhouse, est un peintre suisse originaire de Zurich.